# Catharina Sophia Karels
Catharina Sophia Karels (* 1. September 1809 in Amsterdam; † 4. Juli 1842 ebenda) war eine niederländische Konzertsängerin und Gesangslehrerin.

## Leben
Catharina Sophia Karels wurde am 1. September 1809 in Amsterdam geboren. Sie war die Tochter von Reijndert Karels (gest. 1839) und der Sängerin Hendrika Barendina Hendriks (gest. 1833). Sie war die jüngste von vier Kindern des Paares. Von ihrer Mutter erhielt sie bereits in jungen Jahren Gesangsunterricht. Sie zu der Zeit erste Sängerin an der Stadsschouwburg Amsterdam. Später erhielt sie Gesangsunterricht an der Königlichen Musikschule in Amsterdam bei dem italienischen Gesangslehrer Benucci. Über sie sagten die Kritiker, sie habe „eine angenehme, flexible, klangvolle, runde und ziemlich ausgedehnte Sopranstimme“.
Sie wurde eine bekannte Konzertsängerin und trat in Amsterdam, aber auch landesweit auf. In Amsterdam sang sie, wie auch ihre Mutter, die Sopransolos bei den Messen in der Mozes- und Aäron-Kirche. Im Oktober 1834 trat sie beim großen zweitägigen Musikfestival in Den Haag der Gesellschaft zur Förderung der Musik auf, das von J.H. Lübeck und Gertrude van den Bergh organisiert wurde. Sie sang dort mehrere Sopransolos. Später entwickelte sie sich zu einer gefragten Gesangslehrerin.
Catharina Sophia Karels heiratete am 9. August 1837 den Bühnenmaler und späteren Theaterregisseur Jan Eduard de Vries (1808–1875). Nach ihrer Heirat trat sie unter dem Namen Catharina Sophia de Vries auf. Sie starb am 4. Juli 1842 in Amsterdam im Alter von 32 Jahren, so die Autorin ihres Nachrufs, an den Folgen einer „ener keeltering“. Ihr Mann heiratete später Maria Francisca Bia.